# Anna Śliz
Anna Śliz – polska socjolog, dr hab. nauk humanistycznych, profesor Instytutu Nauk Socjologicznych i Pedagogiki Szkoły Głównej Gospodarstwa Wiejskiego w Warszawie.

## Życiorys
6 lipca 1999 obroniła pracę doktorską Rola Polskiej Bratniej Pomocy w przemianach polskiej grupy etnicznej w Stanach Zjednoczonych Ameryki Północnej, 17 marca 2011 habilitowała się na podstawie pracy zatytułowanej Wielokulturowość: iluzje czy rzeczywistość? Socjologiczne studium przypadku na przykładzie Kongresu Polonii Kanadyjskiej. 25 czerwca 2019 uzyskała tytuł profesora nauk społecznych. Awansowała na stanowisko adiunkta w Państwowym Instytucie Naukowym – Instytutu Śląskiego w Opolu.
Została zatrudniona na stanowisku profesora nadzwyczajnego na Wydziale Zamiejscowym w Opolu Szkole Wyższej im. Bogdana Jańskiego i w Instytucie Socjologii na Wydziale Nauk Społecznych Uniwersytetu Opolskiego.
Jest profesorem w Instytucie Nauk Socjologicznych i Pedagogiki Szkole Głównej Gospodarstwa Wiejskiego w Warszawie i członkiem Komitetu Socjologii PAN.
Była dyrektorem w Instytucie Socjologii na Wydziale Nauk Społecznych Uniwersytetu Opolskiego.